# Diocèse de Saint-Paul-Trois-Châteaux
Le diocèse de Saint-Paul-Trois-Châteaux (en latin : Dioecesis Tricastinensis) est un ancien diocèse de l'Église catholique en France, situé dans l'actuel département de la Drôme.

## Histoire
Le diocèse de Saint-Paul-Trois-Châteaux est érigé au IVe siècle. Le premier évêque, Paul, est cité en 374, lors du concile de Valence. Il est suffragant de l'archidiocèse métropolitain d'Arles.
Au IXe siècle, sous le règne de Louis le Pieux, les Églises de Saint-Paul-Trois-Châteaux et d'Orange sont unies, par décret du pape Grégoire IV.
L'évêque aurait obtenu de l'empereur Frédéric Ier, en 1154, la confirmation des regalia (droits régaliens), notamment celui de droit de battre monnaie (Cartulaire de l'évêché de Saint-Paul-Trois-Châteaux).
Le diocèse est supprimé par la Constitution civile du clergé, adoptée par l'Assemblée nationale constituante le 12 juillet 1790 et sanctionnée par Louis XVI le 24 août suivant. Sa suppression n'est pas reconnue par le pape Pie VI mais, à la suite du Concordat de 1801, il n'est pas rétabli. L'évêque, Mgr Pierre-François-Xavier de Reboul de Lambert, est mort le 13 mars 1791. Par la bulle Qui Christi Domini du 29 novembre 1801, le pape Pie VII supprime le siège épiscopal et répartit le territoire du diocèse entre celui de Valence et celui d'Avignon. Le 12 juillet 1911, l'évêque de Valence est autorisé à relever le titre d'évêque de Saint-Paul-Trois-Châteaux ainsi que celui de Die.

## Territoire
Le diocèse de Saint-Paul-Trois-Châteaux confinait : au nord, avec le diocèse de Valence ; au nord-est, avec le diocèse de Die ; à l'est, avec le diocèse de Vaison ; au sud, avec le diocèse d'Orange ; au sud-ouest, avec le diocèse d'Uzès ; à l'ouest, avec le diocèse de Viviers.
Il comprenait 36 paroisses dont 18 en Dauphiné, qui étaient La Baume-de-Transit, Chamaret, Châteauneuf-du-Rhône, Clansayes, Donzère, Espeluche, La Garde-Adhémar, Les Granges-Gontardes, Pierrelatte, Portes, Puygiron, Rac, Rochefort, Saint-Paul, Saint-Restitut, Suze-la-Rousse, La Touche et Valaurie ; 7 en Provence, qui étaient : Allan, Bayonne, Chantemerle-lès-Grignan, Colonzelle, Montjoyer, Montségur-sur-Lauzon et Réauville ; 11 dans le Comtat Venaissin, qui étaient : Bollène, Bouchet, Grillon, La Motte, La Palud, Richerenches, Saint-Blaise, Saint-Pantaléon, Saint-Pierre-de-Sénos, Solérieux et Visan.
Lors de sa suppression en 1801, 28 d'entre elles (celles situées dans le département de la Drôme) furent intégrées au diocèse de Valence tandis que les 8 paroisses situées dans le département de Vaucluse rejoignirent l'archidiocèse d'Avignon.

## Les évêques
- Liste des évêques de Valence, évêques de Saint-Paul-Trois-Châteaux depuis 1911